# Steele County, North Dakota
Steele County är ett administrativt område i delstaten North Dakota, USA, med 1 975 invånare. Den administrativa huvudorten (county seat) är Finley. 

## Geografi
Enligt United States Census Bureau har countyt en total area på 1 852 km². 1 844 km² av den arean är land och 8 km² är vatten. 

### Angränsande countyn
- Grand Forks County - nord
- Traill County - öst
- Cass County - sydöst
- Barnes County - sydväst
- Griggs County - väst
- Nelson County - nordöst